# Julius Koppel
Julius Koppel (født 15. september 1910, død 17. april 2005) var en dansk violinist og Kgl. Dansk koncertmester.